# Новотроицкая Горка
 Новотроицкая Горка  — деревня в Ромодановском районе Мордовии в составе Липкинского сельского поселения. 

## География
Находится на расстоянии примерно 10 километров по прямой на запад-северо-запад от районного центра поселка Ромоданово.

## История
Деревня была основана после 1869 года. В ней в 1894 году было учтено 32 двора.

## Население
Постоянное население составляло 10 человек (русские 100%) в 2002 году, 11 в 2010 году .